# Joinville EC
Joinville Esporte Clube este un club de fotbal din Brazilia, care poartă numele orașului Joinville, parte din statul Santa Catarina. Echipa joacă în liga a patra, Campionatul Braziliei Série D. Mascota clubului este un iepure. Joinville este poreclit JEC, care este un acronim al numelui complet al clubului.
Joinville are o echipă de futsal în parteneriat cu compania Krona Tubos e Conexões, care joacă futsal de top în Liga Nacional de Futsal.

## Palmares
- Campionatul Braziliei Série B: 1

2014
- Campionatul Braziliei Série C: 1

2011
- Campionatul Catarinense: 12

1976, 1978, 1979, 1980, 1981, 1982, 1983, 1984, 1985, 1987, 2000, 2001
- Cupa Santa Catarina: 5

2009, 2011, 2012, 2013, 2020
- Supercupa Catarinense: 1

2021
- Campionatul Catarinense Série B: 3

2005, 2006, 2007

## Rivali
Cei mai mari rivali ai lui Joinville sunt Avaí, Figueirense și Criciúma. Meciurile dintre Criciúma Esporte Clube și Joinville Esporte Clube se numesc Interior Classic, de către mass-media și fanii acestor cluburi și altele.